# Воронежский областной комитет КПСС

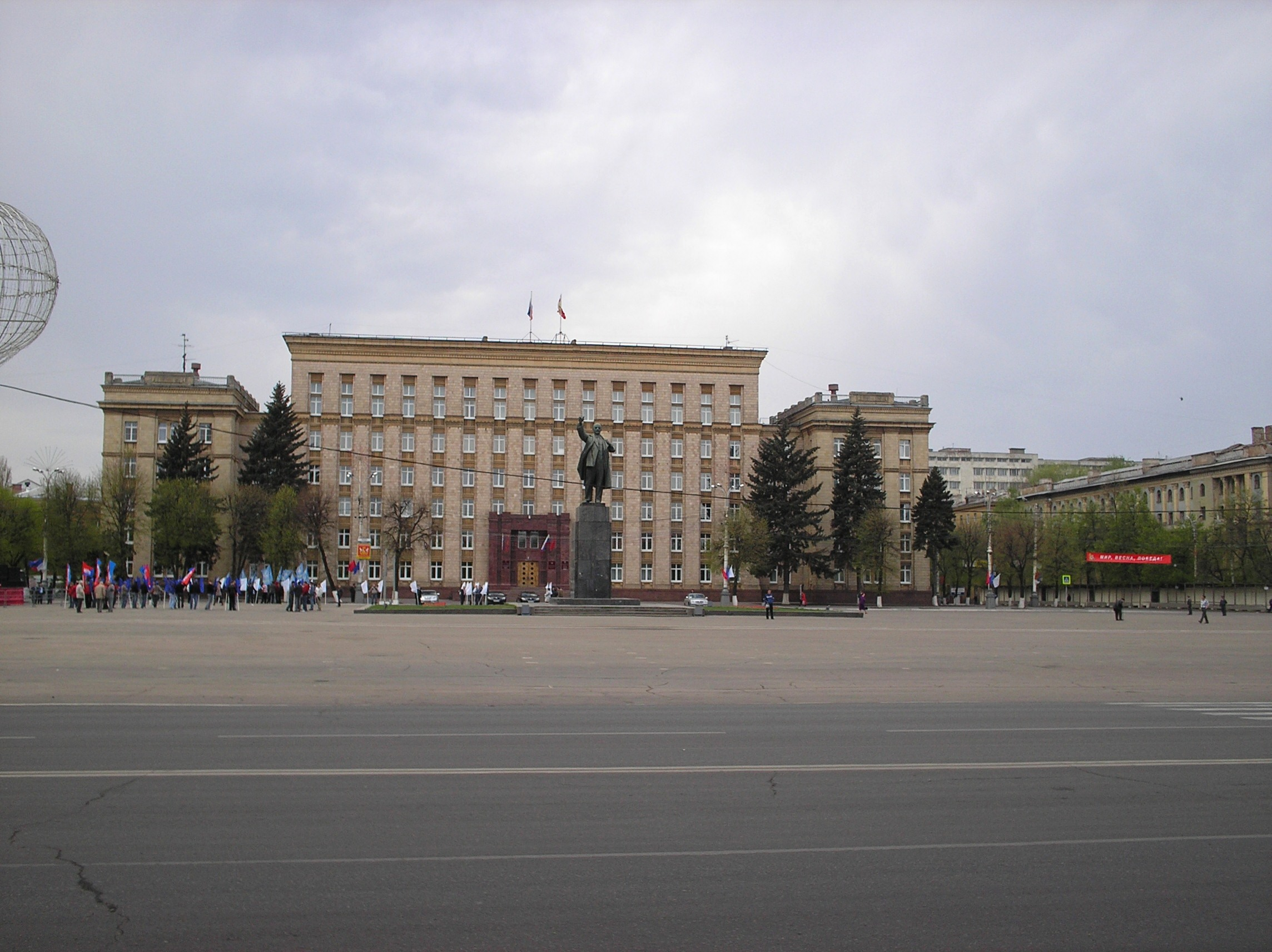
Здание обкома и облисполкома (Дом Советов) на площади Ленина в Воронеже

Воронежский областной комитет ВКП(б), Воронежский областно́й комите́т КПСС — центральный партийный орган, существовавший в Воронежской области с 1934 года по 1991 год.

## История
13 июня 1934 года Постановлением ВЦИК, в связи с разделением ЦЧО образованы две новые области: Курская и Воронежская. Сразу для руководства областью был организован областной комитет КПСС. Областной комитет КПСС, чаще называемый обком партии — орган регионального управления структур КПСС.
Воронежский областной комитет ВКП(б) существовал с 1934 по 1952 год.
В 1952 году ВКП(б) переименована в КПСС и соответственно обком был переименован в Воронежский областной комитет КПСС.
В 1963 году обком был разделён на промышленный обком и сельский обком. Такое деление упразднено уже в 1964 году.
23 августа 1991 года деятельность КПСС на территории РСФСР приостановлена, а 6 ноября того же года запрещена.

## Деятельность
Обком подчинялся ЦК КПСС (т.к. был расположен на территории РСФСР, где до 1990 года не существовало республиканской организации КПСС), областная организация в свою очередь подразделялись на районные комитеты.
Действовал до роспуска КПСС в августе 1991 года.
Первый секретарь обкома являлся одним из важнейших звеньев в номенклатуре КПСС. Считался полноправным правителем области, руководил партийными организациями своей области. Назначал и смещал секретарей уровня райкома и горкома партии.
Работа в данной должности фактически была обязательна для дальнейшего продвижения по службе (работе на руководящих постах в центральном аппарате ЦК республики или Союза). Иногда эта должность часто использовалась и как «почётная ссылка», когда неугодного или провинившегося партийного работника уровня Политбюро, Секретариата ЦК КПСС или зав. отдела ЦК отсылали руководить областью.
Номинально руководителем области считался председатель Исполнительного Комитета местного Совета народных депутатов (или его эквивалента), фактически же руководство осуществляла партийная организация области.
МОСКВА, ЦК ВКП(б) ТОВАРИЩУ СТАЛИНУ
С огромной радостью встретили трудящиеся Воронежской области Ваше приветствие и благодарность Красной Армии колхозникам и колхозницам, собравшим на строительство танковой колонны «Воронежский колхозник» 37.348.000 рублей и внесшим в фонд Красной Армии из личных запасов 38.1000 пудов хлеба, картофель, мясо и овощи.
Ваше, товарищ Сталин, приветствие и радостные вести с фронтов отечественной войны вызвали среди трудящихся новую волну патриотического под’ёма. Стремясь всеми силами и средствами поддержать нашу героическую Красную Армию, колхозники и колхозницы вместе с трудящимися освобождённых от фашистских захватчиков городов и сёл Воронежской области дополнительно собрали на строительство танков «Воронежский колхозник» и боевых самолётов 41.518.000 рублей и внесли в фонд Красной Армии из личных запасов 70.000 пудов продовольствия. Колхозники и колхозницы просят Вас, товарищ Сталин, передать боевые машины, построенные на их средства, войскам гвардейского соединения генерал-майора Русиянова.
Примите, дорогой наш учитель и друг, горячий привет и пожелания Вам здоровья и сил на долгие годы.
Секретарь Воронежского обкома ВКП(б) В. ТИЩЕНКО.
Секретарю Воронежского обкома ВКП(б) тов. ТИЩЕНКО
Передайте трудящимся Воронежской области, собравшим, кроме первых 37.348.000 рублей и 38.1000 пудов продовольствия, дополнительно 41.518.000 рублей на строительство танков «Воронежский колхозник» и боевых самолётов и внесшим 70.000 пудов продовольствия в фонд Красной Армии, — мой братский привет и благодарность Красной Армии.
Желание трудящихся Воронежской области будет исполнено.
И. СТАЛИН
Газета «Известия», 4 марта 1943 года.

## Первые секретари регионального комитета партии
Перечень Первых секретарей регионального комитета коммунистической партии.
- Обком (до 1991 года)
- КПСС (ВКП(б) до 1952 года)

| N                                           | Первый секретарь                            | Годы жизни                                  | Период руководства                          | Примечание                                              |                                             |
| Первые секретари Воронежского обкома ВКП(б) | Первые секретари Воронежского обкома ВКП(б) | Первые секретари Воронежского обкома ВКП(б) | Первые секретари Воронежского обкома ВКП(б) | Первые секретари Воронежского обкома ВКП(б)             | Первые секретари Воронежского обкома ВКП(б) |
| ------------------------------------------- | ------------------------------------------- | ------------------------------------------- | ------------------------------------------- | ------------------------------------------------------- | ------------------------------------------- |
| 1                                           | Иосиф Михайлович Варейкис                   | 18 октября 1894—28 июля 1938                | 19 июня 1934—23 марта 1935                  |                                                         |                                             |
| 2                                           | Евгений Иванович Рябинин                    | 1892—21 апреля 1938                         | 23 марта 1935—10 июля 1937                  |                                                         |                                             |
| 3                                           | Михаил Ефимович Михайлов (Каценеленбоген)   | 4 мая 1902—1 августа 1938                   | 10 июля 1937—9 ноября 1937                  |                                                         |                                             |
| 4                                           | Владимир Дмитриевич Никитин                 | 19 июня 1907—апрель 1959                    | 9 ноября 1937—30 декабря 1941               |                                                         |                                             |
| 5                                           | Владимир Иосифович Тищенко                  | 1 июля 1905—октябрь 1973                    | 30 декабря 1941—29 января 1949              |                                                         |                                             |
| 6                                           | Константин Павлович Жуков                   | 27 сентября 1906—1988                       | 29 января 1949—октябрь 1952                 | был руководителем до 1954 года                          |                                             |
| Первые секретари Воронежского обкома КПСС   |                                             |                                             |                                             |                                                         |                                             |
|                                             | Константин Павлович Жуков                   | 27 сентября 1906—1988                       | октябрь 1952—8 января 1954                  |                                                         |                                             |
| 7                                           | Николай Григорьевич Игнатов                 | 16 мая 1901—14 ноября 1966                  | 8 января 1954—21 октября 1955               |                                                         |                                             |
| 8                                           | Алексей Михайлович Школьников               | 15 января 1914—7 февраля 2003               | 21 октября 1955—26 ноября 1960              |                                                         |                                             |
| 9                                           | Степан Дмитриевич Хитров                    | 27 декабря 1910—4 мая 1999                  | 26 ноября 1960—1 января 1963                | был руководителем до 1967 года                          |                                             |
|                                             | Степан Дмитриевич Хитров                    | 27 декабря 1910—4 мая 1999                  | 18 января 1963—15 декабря 1964              | Первый секретарь Воронежского сельского обкома КПСС     |                                             |
| 10                                          | Роман Тимофеевич Косоплёткин                | 10 октября 1909—1978                        | 1963—1964                                   | Первый секретарь Воронежского промышленного обкома КПСС |                                             |
|                                             | Степан Дмитриевич Хитров                    | 27 декабря 1910—4 мая 1999                  | 15 декабря 1964—23 марта 1967               |                                                         |                                             |
| 11                                          | Николай Михайлович Мирошниченко             | 6 марта 1913—1993                           | 23 марта 1967—8 февраля 1972                |                                                         |                                             |
| 12                                          | Виталий Иванович Воротников                 | 20 января 1926—19 февраля 2012              | 8 февраля 1972—11 июля 1975                 |                                                         |                                             |
| 13                                          | Вадим Николаевич Игнатов                    | 8 сентября 1931—3 июня 1998                 | 11 июля 1975—10 января 1987                 |                                                         |                                             |
| 14                                          | Геннадий Сергеевич Кабасин                  | 24 июля 1937—15 мая 2016                    | 10 января 1987—7 июня 1990                  |                                                         |                                             |
| 15                                          | Иван Михайлович Шабанов                     | родился 18 октября 1939                     | 7 июня 1990—24 августа 1991                 |                                                         |                                             |